# 华为支付
华为支付（英語：Huawei Pay）是华为终端设备的移动支付和电子钱包服务，集成在华为钱包应用中，可以应用在公交出行、绑定银行卡支付、HUAWEI AI PASS、电子证件等。提供与Apple Pay、Samsung Pay、Mi Pay等类似的服务。 目前华为支付仅与中国银联合作。

## 支持

### 地区
- 中国大陆

- 香港

- 澳門

- 俄罗斯

- 马来西亚

- 泰国

- 新加坡

- 巴基斯坦

### 银行＆发行者

#### 中国大陆
中国银行、中国工商银行、中国农业银行、招商银行、交通银行、中国建设银行、中国邮政储蓄银行、中信银行、中国光大银行、华夏银行、浦发银行、兴业银行、广发银行、中国民生银行、平安银行、北京银行、上海银行、江苏银行、蒙商银行、徽商银行、江西银行、兰州银行、广州农商银行、顺德农商银行、南京银行、长沙银行、东亚银行(中国)、广州银行、杭州银行、哈尔滨银行、恒丰银行、厦门国际银行、东莞农村商业银行、宁波银行、台州银行、西安银行、渤海银行、宁夏银行、苏州农商银行、黄河农村商业银行、富邦华一银行、鄞州银行、乌鲁木齐银行、重庆农商银行、北京农商银行、中银通支付、辽宁省农村信用社、郑州银行、浙商银行、海南银行、海口农商银行等

#### 香港
Tap & Go

中銀香港

工銀亞洲

#### 澳門
大西洋銀行

工銀澳門

中國銀行澳門分行

#### 俄罗斯
Gazprombank
Russian Agricultural Bank

#### 马来西亚
中国工商银行

#### 新加坡
中国工商银行 

Aleta Planet

#### 泰国
中国工商银行

#### 巴基斯坦
National Bank Of Pakistan

### 合作伙伴

#### 南非
Zapper

#### 德国&澳大利亚
Bluecode

## 功能

### 信用卡、金融卡支付
华为和银联合作，支持将信用卡、金融卡加入到HUAWEI PAY中，使用NFC使实体商户读取并使用。
同时也在部分手机应用中支持应用内付款

### 付款服务
支持和移动应用连接，通过付款条码或NFC付款
在中国大陆支持支付宝、京东闪付、美团闪付（银联标准）的支付二维码/条码及京东/美团闪付NFC感应付款。

### 花币
花币是华为提供并管理的一种网络游戏虚拟货币，用于购买华为消费者云服务提供的虚拟商品和增值服务，能在华为的云空间、应用市场、华为视频、音乐、主题、游戏中心、华为阅读、荣耀阅读等应用中消费使用。上述应用可能在部分国家或地区无法使用，华为会基于您所在的国家或地区提供相应的服务。

### 交通卡
中国大陆，香港，迪拜（阿联酋）

#### 中国大陆
可在华为钱包内开通交通卡。开通后交通卡储存在华为手机的安全芯片中，可通过HUAWEI PAY绑定的银行卡及微信/支付宝为交通卡充值。
根据华为手机/可穿戴设备安全芯片空间决定交通卡/银行卡开通总数，可迁移至云端
注意：每台手机只能开通一张交通联合交通卡（可将卡片转移至云端之后再开通）
城市一卡通
- 厦门e通卡

- 上海公共交通卡

- 岭南通

- 重庆畅通卡

- 深圳通

- 武汉通

- 长安通

交通联合卡
- 京津冀互联互通卡

- 石家庄一卡通

- 哈尔滨城市通

- 琴岛通

- 江苏交通一卡通·苏州

- 吉林通

- 绿城通

- 盛京通

- 天津城市卡

- 江苏交通一卡通·金陵通

- 江苏交通一卡通·无锡

- 广西交通一卡通

- 河北交通一卡通

- 海南一卡通

- 江苏交通一卡通·黄海通

注：北京市政交通一卡通升级为京津冀互联互通卡；苏州市民卡被江苏交通一卡通·苏州取代；吉林通升级成为交通联合卡

#### 香港
八达通

#### 迪拜（阿联酋）[6]
Nol Card

### HUAWEI AI PASS（华为智卡）
HUAWEI AI PASS的设计理念是从用户智慧生活全场景出发，追求极致用户体验，对各类卡、证、钥匙的刷卡服务进行评估认证，旨在为用户提供更加智能、便捷和安全的刷卡服务。
当前，HUAWEI AI PASS已首先完成部分产品认证，包括模拟门钥匙、邻里邻外社区门禁卡、青稞智能锁门卡、杭州安朴酒店门卡，即使是忘带钥匙，也能通过一台手机熄屏刷卡开门，为用户提供更加便捷和安全的刷卡服务。

### 电子证件
- 网证（eID）

公安部公民网络电子身份标识(eID)是以密码技术为基础、以智能安全芯片为载体、由公安部第三研究所承建的“公安部公民网络身份识别系统”签发给公民的网络电子身份标识，能够在不泄露身份信息的前提下在线远程识别身份。可以为互联网用户提供网络身份认证、个人信息保护、网络账号保护和网络交易保护等服务。
华为在2018.08.22启动了移动端试点（全球首次），在Mate20 系列发布会上宣布正式支持

### 会员卡
中国大陆目前仅支持航空会员卡